# Galbula
Galbula é um gênero de aves da família Galbulidae, é considerado dentro da ordem Piciformes, porém por vezes é colocado em uma ordem própria, os Galbuliformes. As espécies desse gênero são conhecidas como ariramba. São endêmicas dos Neotrópicos. Possuem bicos longos e finos, e a plumagem varia em cores chamativas, principalmente de verde e laranja.
O gênero foi introduzido pelo zoólogo francês Mathurin Jacques Brisson em 1760 com a ariramba-de-cauda-verde (Galbula galbula) como espécie-tipo. O nome genérico Galbula é a palavra em latim que significa "pequeno pássaro amarelo".

## Espécies
Dez espécies vivas são atualmente reconhecidas neste gênero:
| Imagem | Nome científico      | Nome comum               | Distribuição                                                                                         | Estado |
| ------ | -------------------- | ------------------------ | --- | ------ |
|        | Galbula albirostris  | Ariramba-de-bico-amarelo | Brasil, Colômbia, Guiana Francesa, Guiana, Suriname, e Venezuela                                     | LC     |
|        | Galbula cyanicollis  | Ariramba-da-mata         | floresta Amazônica do Brasil, até o norte da Bolívia e oeste do Peru                                 | LC     |
|        | Galbula ruficauda    | Ariramba-de-cauda-ruiva  | sudeste do México, América Central e América do Sul indo até o sudeste do Brasil e Equador           | LC     |
|        | Galbula galbula      | Ariramba-de-cauda-verde  | Brasil, Colômbia, Guiana Francesa, Guiana, Suriname, e Venezuela                                     | LC     |
|        | Galbula pastazae     | Ariramba-acobreada       | sudeste da Colômbia, Equador até o norte do Peru                                                     | VU     |
|        | Galbula cyanescens   | Ariramba-da-capoeira     | Bacia Amazônica ocidental do Brasil, Peru até o nordeste da Bolívia                                  | LC     |
|        | Galbula tombacea     | Ariramba-de-barba-branca | Bacia Amazônica da Colômbia, Amazonas e partes norte do Equador e Peru                               | LC     |
|        | Galbula chalcothorax | Ariramba-violácea        | Bacia Amazônia ocidental do Equador, Peru, sudeste da Colômbia e áreas adjacentes do Acre e Amazonas | LC     |
|        | Galbula leucogastra  | Ariramba-bronzeada       | Bolívia, Brasil, Colômbia, Guiana Francesa, Guiana, Suriname, e Venezuela                            | LC     |
|        | Galbula dea          | Ariramba-do-paraíso      | Bolívia, Brasil, Colômbia, Equador, Peru e nas Guianas                                               | LC     |

Uma espécie fóssil, Galbula hylochoreutes, pertencente aos meados do Mioceno da Colômbia. Era aparentemente mais especializadas para alimentação aérea do que as espécies vivas.